# Corydoras semiaquilus
Corydoras semiaquilus és una espècie de peix de la família dels cal·líctids i de l'ordre dels siluriformes que es troba a Sud-amèrica: conca occidental del riu Amazones.
Els mascles poden assolir els 6 cm de longitud total.